# Macrodactyla aspera
Macrodactyla aspera là một loài hải quỳ thuộc chi Macrodactyla trong họ Actiniidae. Loài này được mô tả lần đầu tiên vào năm 1893.

## Phạm vi phân bố và môi trường sống
M. aspera được tìm thấy ở Biển Đỏ.